# Centroglossa castellensis
Centroglossa castellensis é uma espécie de orquídea (Orchidaceae) do Estado do Espírito Santo.